# Гирино (Удомельский район)
Гирино — опустевшая деревня в Удомельском городском округе Тверской области.

## География
Деревня находится в северной части Тверской области на расстоянии приблизительно 23 км на запад-северо-запад по прямой от железнодорожного вокзала города Удомля.

## История
Известна была с 1545 года. В 1859 году — владение помещицы В. П. Крекшиной. В советское время работали колхозы «Гирино», «Прожектор» и совхоз «Прожектор». Дворов (хозяйств) было 12 (1859), 57 (1886), 61 (1958), 11 (1986), 1 (2000). До 2015 года входила в состав Копачёвского сельского поселения до упразднения последнего. С 2015 года в составе Удомельского городского округа.

## Население
Численность населения: 200 (1859), 319 (1886), 166 (1958), 13(1986), 1 (2000), 0 как в 2002 году, так и в 2010.